# 生活バスよっかいち

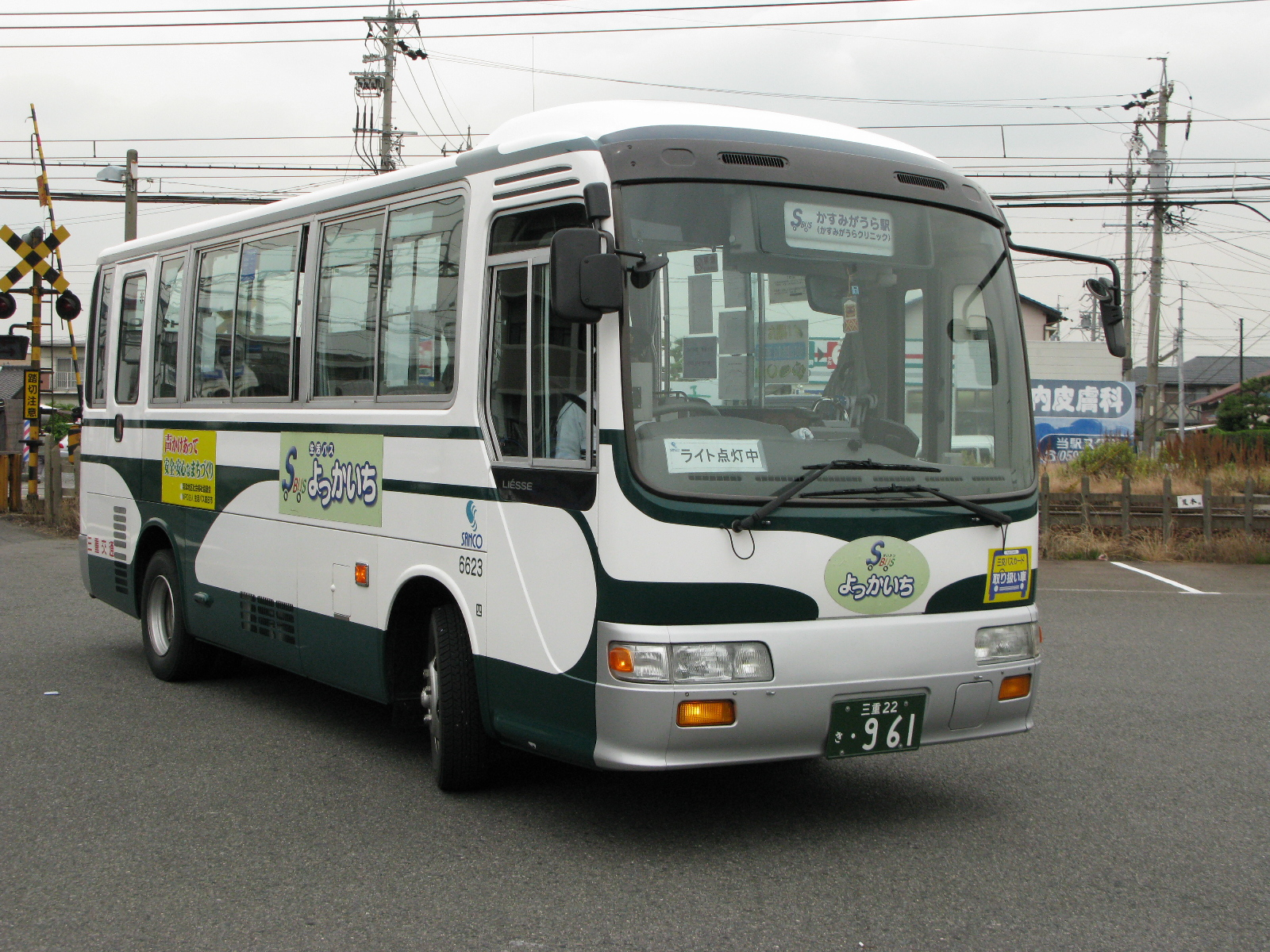
生活バスよっかいちの車両
日野・リエッセ（三重交通四日市営業所所属）

生活バスよっかいち（せいかつバスよっかいち）とは、特定非営利活動法人生活バス四日市が三重県四日市市で運行するコミュニティバスである。同法人では「地域住民と地元企業による新しいバスサービスシステム」 を謳っている。
本項では、運行主体である特定非営利活動法人生活バス四日市（とくていひえいりかつどうほうじん せいかつバスよっかいち）についても記述する。

## 概要
2002年（平成14年）11月1日に試験運行開始、翌2003年（平成15年）4月1日より本格運行開始。実際の運行は三重交通四日市営業所 に委託している。四日市市内の羽津・大矢知・垂坂・大谷台地区で運行している。
運行主体が市町村など自治体ではなく、地域住民で構成される特定非営利活動法人（NPO法人）が主体となり自主運行するコミュニティバスの先駆けである。その後、2004年（平成16年）に醍醐コミュニティバス（京都市伏見区）、2007年（平成19年）にキララちゃん（茨城県土浦市）、2014年（平成26年）には千葉ニュータウンでの生活バスちばにうなど、全国各地で住民団体が運行主体となるコミュニティバス開設の動きが相次いだ。
NPO法人の運営収支は以下のとおりである。
- 収入：運賃収入、四日市市からの補助金、沿線の協賛事業者からの賛助金
  - 賛助企業（2023年現在）：スーパーサンシ大矢知店、地域医療機能推進機構四日市羽津医療センター、守屋レディースクリニック、いとう整形外科クリニック、介護老人福祉施設ヴィラ四日市、オガワホーム、 オンライブ、オーエックス、山本新聞店、三十三銀行、北伊勢上野信用金庫、東ソー
    - 運行開始時はスーパーサンシのほか5社・団体が協賛していた[5]。
- 支出：三重交通への委託費、事務局経費

### 法人の目的
運行開始時より、地域住民の交流の場、「動く宅老所」となることを目標に掲げている。

## 歴史

### 運行開始の経緯
四日市市の羽津（はづ）地区には三重交通の一般路線バスとして、地区と近鉄四日市駅を結ぶ「垂坂（たるさか）線」と、近鉄名古屋駅へのアクセス路線である「羽津山（はづやま）線」の2路線が運行されていた。このうち「垂坂線」は利用者が少なく、1980年代後半から赤字路線となり本数も大幅に削減されてきた。
2002年（平成14年）2月、三重交通は5月末日をもって垂坂線を廃止することを四日市市に通知し、市を通して地元である羽津地区連合自治会にもその旨が知らされた。これを受けて同年4月、垂坂線廃止の影響が最も大きい、羽津いかるが町自治会で住民アンケート調査を行ったところ、バス路線がなくては困るという意見が多くを占めた。アンケート結果をふまえ、同年5月に四日市市に対し、垂坂線へ補助を行うか代替手段を講じるよう要望したものの、四日市市側は近隣に近畿日本鉄道（近鉄）名古屋線があることや他のバス路線があることを理由に補助はしないとした。このため同年5月31日をもって、垂坂線は廃止されることとなった。
垂坂線廃止を受けて、同年6月より自治会と住民有志、沿線企業が中心となり「生活バス」運行の検討が始まった。その過程では既存のバス路線の代替に留まらず、交通弱者の移動手段を確保するとともに、地域の新たな公共交通機関のニーズを切り拓くことを目的とし、費用は地域企業からの協賛金を得て、地域住民が主体である公共交通機関の運行・企画に携わることとなった。同年7月には、四日市市内の近隣地区・東垂坂町（ひがしたるさかちょう）も計画に参加している。
同年9月、地域住民と協賛企業、三重交通からなる任意団体「生活バス四日市運営協議会」を設立し、バス路線のルートを決定。翌10月には、羽津いかるが町・東垂坂町で運行説明会を行っている。同年10月、道路運送法第21条（当時）に基づく廃止代替バス（21条バス）として路線開設の申請を行う。2006年改正前の同法では21条バスは自治体が運営することが原則とされており、市民団体による運行は前例がないとして、国から許可が下りるまでに紆余曲折を経た。
同年10月27日に出発式を行い、同年11月1日より試験運行を開始。地元企業から協賛金を集め、試験運行中は無償で運行を行っていた。同年12月、運行主体の「生活バス四日市運営協議会」を「生活バス四日市」としてNPO法人の設立申請を行う。翌2003年（平成15年）3月20日にNPO法人として認証を取得し、同日付で特定非営利活動法人生活バス四日市を設立。同年3月27日に21条バスとして路線認可を取得し、同年4月1日より本格運行へ移行した。本格運行開始にあたり1乗車100円の運賃で有償運行となり、新たに四日市市から支援を受けることとなった。
利用状況は、無料試験運行時は平均70～80人程度であった。本格運行に移行後も減少はみられず、平均90 ～100人程度と増加傾向にあった。

### 新型コロナウイルス感染症の影響
本格運行を開始した2003年（平成15年）以降は利用者数が上昇し、年間利用者数は2003年（平成15年）の19,892人からピーク時の2007年（平成19年）には27,911人を記録した。しかしそれ以降は減少の一途をたどり、2012年（平成24年）には年間2万人を割り込み19,105人となった。以降も減少を続けて2017年（平成29年）には15,000人台となり、2020年（令和2年）には新型コロナウイルス感染症の流行の影響を受けて大きく落ち込み、年間利用者数は12,176人と運行開始以来最低を記録した。NPO法人生活バス四日市ではバス運行を継続できるようダイヤ改正を行うとともに、市の補助金増額や協賛事業者の募集を働きかけているものの運行資金が不足し、2021年（令和3年）度は内部留保を取り崩し赤字覚悟で運行を継続するが、このままでは2022年（令和4年）度はバス運行を廃止せざるを得なくなるとして、協賛金の協力を強く呼びかけていた。2023年（令和5年）3月、運行開始から20周年を迎えた。

### 年表
- 2002年（平成14年）
  - 2月：三重交通が同年5月末日をもって垂坂線を廃止することを四日市市に通知、市から羽津地区連合自治会にも通知される。
  - 4月：垂坂線廃止の影響が最も大きい羽津いかるが町の自治会が住民アンケートを実施、バス路線がなくては困るという意見が多数を占める。
  - 5月31日：この日をもって三重交通垂坂線が廃止される。
  - 6月：自治会と住民有志、沿線企業が中心となり「生活バス」運行の検討を開始。
  - 7月：近隣地区の東垂坂町が「生活バス」運行計画に加わる。
  - 9月：地域住民と協賛企業、三重交通で構成される任意団体「生活バス四日市運営協議会」を設立、「生活バス」のルートを決定。
  - 10月：羽津いかるが町と東垂坂町で運行説明会を開催。
  - 10月：道路運送法第21条（当時）に基づく廃止代替バス（21条バス）として国土交通省に路線開設を申請。
  - 10月27日：「生活バス」出発式を行う[3]。
  - 11月1日：「生活バス」試験運行を開始。
  - 12月：運行主体の「生活バス四日市運営協議会」がNPO法人の設立申請を行う。
- 2003年（平成15年）
  - 3月20日：NPO法人として認証を取得、特定非営利活動法人生活バス四日市を設立[1]。
  - 3月27日：21条バスとして路線認可を取得。
  - 4月1日：21条バスとして本格運行へ移行、有償運行となる。これに伴い、四日市市から支援を受けることとなる[3]。
- 2007年（平成19年）
  - 6月：中日新聞に「NPOが自主運行『生活バスよっかいち』」として記事掲載
  - 11月：NHK総合テレビ『難問解決!ご近所の底力』に出演。
- 2008年（平成20年）12月：総務省「平成20年度 地域づくり総務大臣表彰」受賞。
- 2009年（平成21年）
  - 3月：経済産業省「ソーシャルビジネス55選」受賞。
  - 5月：ぎょうせいが発行する月刊『地方自治』に「新しい『参加』への挑戦 地域で作る公共交通『生活バスよっかいち』」として記事掲載。
- 2010年（平成22年）
  - 2月：中部運輸局情報誌に「 住民・企業の協賛に支えられる、NPO法人によるコミバス運営」として記事掲載。
  - 3月：朝日新聞に「コミバス成功4カ条」として記事掲載。
  - 3月：11月：経済産業省事例集に「身近な場所から街へ『出かけよう』生活バスよっかいち」として記事掲載。
- 2013年（平成25年）10月：中部運輸局「公共交通の利用拡大等に寄与している団体」受賞。
- 2015年（平成27年）11月：CBCテレビ「地方創生『生活バスよっかいち』」に出演。

### 利用者数の変遷
利用者数が最高を記録したのは2007年（平成19年）度。運行エリアの人口は増加傾向にあるが、80代になっても自動車を運転する人が増加したことを受け、バスの利用者は漸減傾向にある。非利用者に向けて、沿線の名所めぐりや買い物ツアーを実施することで、利用者の掘り起こしを進めている。
| 年度   | 利用者数 |
| ------ | -------- |
| 2003年 | 19,892人 |
| 2004年 | 22,762人 |
| 2005年 | 24,942人 |
| 2006年 | 25,288人 |
| 2007年 | 27,911人 |
| 2008年 | 27,313人 |
| 2009年 | 26,510人 |
| 2010年 | 23,671人 |
| 2011年 | 20,441人 |
| 2012年 | 19,105人 |
| 2013年 | 18,873人 |
| 2014年 | 19,490人 |
| 2015年 | 17,749人 |
| 2016年 | 16,047人 |
| 2017年 | 15,655人 |
| 2018年 | 15,661人 |
| 2019年 | 15,743人 |
| 2020年 | 12,176人 |
| 2021年 | 12,013人 |
| 2022年 | 12,552人 |
| 2023年 | 11,252人 |
| 2024年 | 11,533人 |

## 運賃・乗車券類
大人・小児（小学生以上）とも1乗車 100円均一運賃制。運賃は運行開始以来20年間変更していない。
交通系ICカード、三重交通の乗車券類は使用不可。支払いは現金のほか、専用回数券（100円券11枚綴で発売額1,000円）、生活バスよっかいち専用定期券「生活応援パス」（1か月・6か月・12か月の3種類）のみ。

## 路線

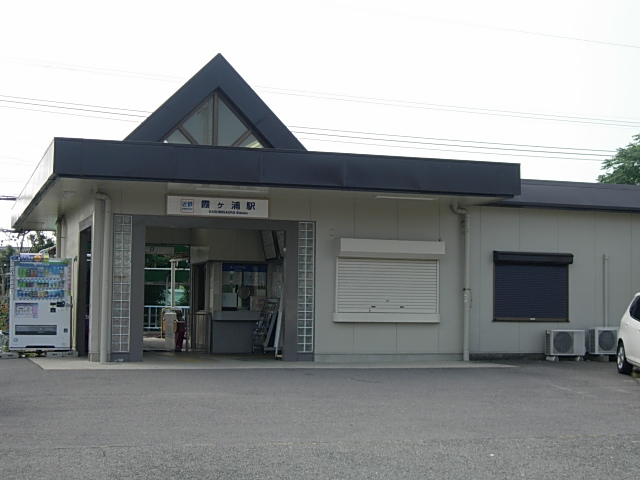
起点の「かすみがうら駅」停留所がある、近鉄名古屋線 霞ヶ浦駅

### 停留所名
- 「スーパーサンシ」停留所は、同名のスーパーマーケット「スーパーサンシ」大矢知店（四日市市大矢知町字斎宮谷）の搬入スペースの一角にある。スーパーの前を通る三重県道8号上には三岐バス四日市大学線の四日市北警察署前停留所がある。
- 「くわしん前」停留所は、桑名信用金庫（くわしん）羽津支店前（四日市市別名）。
- 「かすみがうら駅」停留所は、近鉄名古屋線霞ヶ浦駅（四日市市八田）の改札を出て、線路沿いを四日市方向へ50メートルほど先にある転回スペースにある。
- 2014年に「四日市社会保険病院」が「四日市羽津医療センター」に改称し、停留所名も変更された（四日市市羽津山町）。

### 現行路線
1日4往復運行。起点から終点までの直線距離は約4 kmであるが、運行距離は約11.5 kmあり、片道約45分かかる。
- スーパーサンシ - 垂坂公会堂 - 大谷台 - 東垂坂 - いかるが - 別名四丁目 - くわしん前 - 四日市羽津医療センター - かすみがうら駅
  - 一部の便は「四日市羽津医療センター」を経由せず、「くわしん前」の次は「かすみがうらクリニック」となる。
  - 2007年（平成19年）5月1日 - 路線変更。垂坂公会堂へ乗り入れ開始（8停留所新設・1停留所廃止）。
  - 2010年（平成22年）10月1日 - 路線変更。大谷台へ路線延長し乗り入れ開始。住民が高齢化し、買い物難民が発生した大谷台の自治会からの依頼による[8]。
  - 2022年（令和4年）4月1日 - 「かすみがうらクリニック」を「かすみがうら駅」に改称（※ほか4停留所も同日付けで改称）。

### 過去の路線
- スーパーサンシ - 東垂坂 - いかるが - 別名四丁目 - 四日市社会保険病院 - かすみがうら駅かすみがうらクリニック
  - 一部の便は「四日市社会保険病院」を経由せず、「くわしん前」の次は「かすみがうら駅かすみがうらクリニック」となる。
  - 「かすみがうら駅かすみがうらクリニック」停留所は、近鉄名古屋線 霞ヶ浦駅（四日市市八田）。

## 車両
三重交通の小型バス、日野・リエッセを使用。
2019年（令和元年）現在、四日市営業所の日野・リエッセ6661号車（三重200か487、前中2扉で黒色サッシ仕様）が多用されている。
2002年（平成14年）11月1日の試験運行開始時は、三重交通の日野・レインボーRBも使用されていた。

## 他地域への波及
生活バスよっかいちの先駆的な取り組みを受け、他地域にも住民団体によるコミュニティバスが波及した。
- 醍醐コミュニティバス - 京都府京都市伏見区醍醐地区。2004年（平成16年）運行開始。
- キララちゃん - 茨城県土浦市。2007年（平成19年）運行開始。
- 沼木地区コミュニティバス「沼木バス」- 三重県伊勢市沼木地区、運行主体は沼木まちづくり協議会。2014年（平成26年）5月1日本格運行開始[9]。
- 生活バスちばにう - 千葉ニュータウン。2014年（平成26年）6月9日本格運行開始。
- ぐるっと生瀬 - 兵庫県西宮市生瀬地区。運行主体はぐるっと生瀬運行協議会[10]。2015年（平成27年）10月1日本格運行開始[11]。生活バスよっかいち公式サイト（路線図ドットコム内）からリンクされている。